# Длхе Страже
Длхе Страже (слч. Dlhé Stráže) насељено је мјесто са административним статусом сеоске општине (слч. obec) у округу Љевоча, у Прешовском крају, Словачка Република.

## Становништво
| Година:    | 1994. | 2004.    | 2014.    | 2024.   |
| ---------- | ----- | -------- | -------- | ------- |
| Број људи: | 439   | 503      | 564      | 618     |
| Разлика:   |       | +14,57 % | +12,12 % | +9,57 % |

| Година:    | 2023. | 2024.   |
| ---------- | ----- | ------- |
| Број људи: | 613   | 618     |
| Разлика:   |       | +0,81 % |

Према подацима о броју становника из 2011. године насеље је имало 547 становника.